# Omroep Horst aan de Maas
Omroep Horst aan de Maas, tot 1 september 2019 Stichting Streekomroep Reindonk, is de lokale omroep voor de gemeente Horst aan de Maas.
Streekomroep Reindonk ontstond begin 1997 uit een fusie tussen drie lokale omroepen: lokale omroep Horst Rozah, Lokale Omroep Sevenum L.O.S. en Stichting Lokale Omroep Maasdorpen S.L.O.M..
Radio Reindonk kwam op 13 juli 1997 in de lucht; verder werden Kabelkrant Reindonk en Reindonk Text geproduceerd en maakte TV Reindonk wekelijks nieuwsprogramma's.
Radio Horst aan de Maas bereikt ongeveer 42.000 potentiële luisteraars en zendt uit zowel via de kabel, glasvezel als via de ether. Het tv-kanaal is in geheel Noord-Limburg te zien via het digitale kanaal 42 van Ziggo. Het zendgebied bestaat uit 16 dorpskernen waarvoor dagelijks radio- en televisie-uitzendingen worden gemaakt en ook de kabelkrant.
De omroep beschikt over een tweetal radiostudio's, één televisiestudio en een montagestudio, gevestigd in Horst. Daarnaast zorgt de nieuwsredactie dagelijks voor het actuele nieuws in de regio op radio, tekst-tv en internet. In totaal zijn er ongeveer 100 vrijwilligers actief.